# Apion gracilipes
Apion gracilipes är en skalbaggsart som beskrevs av Dietrich 1857. Apion gracilipes ingår i släktet Apion, och familjen spetsvivlar. Arten är reproducerande i Sverige.